# Ruhuhu
Der Ruhuhu ist ein Fluss im südwestlichen Tansania.

## Verlauf
Er entspringt in der Njombe Region, am Osthang der Livingstone-Berge in Tansania, wo er zunächst nach Südosten fließt und sich dann nach Westen zum Malawisee wendet, den er von tansanischem Gebiet her speist. Er ist über 300 km lang, von denen die letzten 100 km eine einzige tiefe Schlucht sind. Seine Mündung befindet sich in der Nähe der Stadt Manda, dem früheren „Wiedhafen“.

## Einzugsgebiet
Mit über 14.000 km² (je nach Datenquelle zwischen 14.070 und 14.200 km²) ist das Ruhuhu Einzugsgebiet das größte der Malawiseezufüsse und bei Weitem das Größte in Tansania. Als längster in den Malawisee mündender Fluss ist er der Konvention nach Quellfluss des Shire, der den See entwässert. Der Ruhuhu führt ganzjährig Wasser.

## Hydrometrie
Der Abfluss des Ruhuhu wurde 43 Jahre lang (1971–2015) am Pegel Kikonge, etwa 20 km oberhalb der Mündung in m³/s gemessen. Allerdings werden die Werte in anderen Quellen etwa um den Faktor vier höher angegeben.
Es wurde von der tansanischen Regierung 2016 beschlossen an dieser Stelle ein Wasserkraftwerk mit einer erwarteten Leistung von 300 MW (Kikonge Hydroelectric Power Station) zu installieren.